# Johann Friedrich Geltch
Johann Friedrich Geltch (magyarosan: Geltch János Frigyes, Medgyes, 1815. február 18. – Romosz, 1851. szeptember 7.) evangélikus lelkész.

## Élete
1836-38-ban a berlini egyetemen tanult; azután Szászvárosban volt rektor és 1848-ban Romoszban (Hunyad megye) lelkész lett, itt is hunyt el.

## Munkái
- Lyrische Gedichte. Im Zusammenhange mit einer Abtheilung epigrammatischer und aphoristischer Streiflichter. Kronstadt. 1841.
- Epigrammatische und aphoristische Streiflichter., Kronstadt, 1841.
- Grundlinien zu einem sichern und allem Wechsel der Systeme entzogenen Bau der philologischen Wissenschaften und vorzüglich der Metaphysik und Religiensphilosophie. Kronstadt, 1841. Három füzet.
- Nachruf an die Mitglieder des Vereins für siebenb. Landeskunde, welche sich in der am 8. und 9. Juni 1843 zu Kronstadt abgehaltenen General-Versammlung befanden. Nebst einem Anhang unter dem Titel: Wir und Deutschland. Kronstadt, (1843.)
- Thuiskon, zwei Parabeln. Kronstadt, 1844.
- Lyrisch-humoristischer Janus Kopf. I. Apologie der Frauen oder das schöne Geschlecht ist das starke Geschlecht. II. Variationen einer grauzöpfigen Matrone über das verhängnissvolle Thema: Warum heiraten die ünglinge der Neuzeit unsere Mädchen nicht weg. Kronstadt, 1844.
- Das Lied von der Oeffentlichkeit. Parodie auf Schiller's Lied von der Glocke. Hermannstadt, 1845.
- Weckruf zu geistiger Installations-Feier unseres Nations-Grafen Franz Joseph v. Salmen. Hermannstadt, 1846.
- Liederbuch der Siebenbürger Deutschen. Herausgegeben von... Hermannstadt, (1847.) Két füzet.
- Das Lied von den Magyaromanen. Parodie auf Schillers Lied von der Glocke. Von Dr. W. Julius Faust; Hermannstadt, 1849.
- Deutschländisches Adressen-Album an das Siebenbürger Deutschthum. In der Sturm- und Drang-Periode des Jahres 1848 seinem theuern und heiszgeliebten Volksthum überbracht und geweiht. Hermannstadt.
- Gefühle am Jahrestage der Hinrichtung unseres deutschen Mannes Dr. Steph. Ludw. Roth. Hermannstadt, 1851. (Ajánló költeménynyel Salmen Ferenczhez, a szászok grófjához.)

Szerkesztette és kiadta a Schul- und Kirchenzeitungot 1851. márcz. 1-től (Giesel J. György, Michaelis János és Schiel Sámuel társaságában) Brassóban.